# Jaime Maussan
Jaime Maussan (n. 31 mai 1953, Ciudad de México) este un jurnalist mexican și ufolog.

### Video-uri
- Safespace - Fastwalkers - Winter 2006
- UFO Conference - 2005